# Iskar
Ìskar (bulgarsk Искър; latin Oescus) er den længste flod i Bulgarien, og er en af Donaus bifloder. Den  har en længde på 368 km. 
Iskar dannes af  tre floder, Tsjerni Iskar (Sorte Iskar), Beli Iskar (Hvide Iskar) og Levi Iskar (som af nogle kaldes Iskrove). Som Iskars udspring regnes Prav Iskar, en  af Tsjerni Iskars bifloder. Efter at den er kommet ned fra den nordlige side af Rilabjergene i det sydøstlige Bulgarien, løber den ud i  Iskar-reservoiret, det største i landet. Floden løber i nærheden af Sofia, og passerar gennem en slugt i  Balkanbjergene. Den munder ud i  Donau nær landsbyen Gigen i provinsen Pleven. Iskar er den eneste flod med udspring i det sydlige  Bulgarien som som løber gennem Balkanbjergene og ud i Donau. 
Iskar løber gennem syv regioner (oblasti) i Bulgarien: Hovedstadsregionen Sofia,  Pernik, Vratsa, Pleven og Lovetsj. 
Geologisk set er Iskar den ældste flod på Balkan, og den eneste flod som har fastholdt sin oprindelige retning, trods flere geologiske ændringer i området. 
42°17′16″N 23°32′04″Ø / 42.2877°N 23.5345°Ø